# Mahamat Azrack
Mahamat Azrack (Créteil, Francia, 24 de marzo de 1988) es un futbolista franco-chadiano. Juega como centrocampista y su equipo es el U. S. Lusitanos del Championnat National 2.

## Trayectoria
Se formó en el fútbol base del A. J. Auxerre. El verano de 2009, tras participar en el Draft Blanc i Blau, el R. C. D. Espanyol se hizo con sus servicios. Sin embargo, poco después de su fichaje, fue cedido al Halmstads BK sueco, donde jugó hasta finales de año.
En enero de 2009 regresó a Barcelona para jugar con el R. C. D. Espanyol "B" en Segunda División B. El 1 de mayo de 2010 debutó con el primer equipo en Primera División, convirtiéndose en el primer jugador del Chad en participar en la máxima categoría de la liga española.

## Selección nacional
Ha disputado tres partidos con la selección de fútbol de Chad, con la que debutó en 2008.

## Clubes
| Club                  | País       | Año       |
| --------------------- | ---------- | --------- |
| R. C. D. Espanyol "B" | España     | 2009-2010 |
| Halmstads BK (cedido) | Suecia     | 2009      |
| U. D. Melilla         | España     | 2011-2012 |
| PFC Etar 1924         | Bulgaria   | 2012-2013 |
| Lokomotiv Sofía       | Bulgaria   | 2013-2014 |
| A. O. Platanias       | Grecia     | 2014-2016 |
| Levadiakos            | Grecia     | 2016      |
| Kerala Blasters       | India      | 2016      |
| Trikala F. C.         | Grecia     | 2017      |
| A. S. Poissy          | Francia    | 2018-2019 |
| Blue Boys Muhlenbach  | Luxemburgo | 2019-2020 |
| U. S. Lusitanos       | Francia    | 2020-     |